# NGC 5096
NGC 5096 este o liner situată în constelația Câinii de Vânătoare. A fost descoperită în 20 martie 1787 de către William Herschel.